# 沙律海鮮卷
沙律海鮮卷，又名海鮮沙律卷，簡稱沙律炸卷或炸沙律卷，因為常會加入芒果做餡料，所以又常被稱為香芒海鮮卷、芒果海鮮卷，是香港酒樓、酒店喜慶宴會的菜餚之一，也會作為飲茶點心售賣。海鮮沙律卷是中西合璧的食品，於1980年代至1990年代初在香港出現，屬於港式新派粵菜。

## 做法
沙律海鮮卷的外皮使用米紙或威化紙做成，米紙包裹的餡料是西式的沙律醬、胡蘿蔔絲、蝦肉或帶子、芹菜及芒果等。包好餡料後，沾上使用雞蛋混和麵粉做出的炸漿，再以滾動的方式沾上麵包糠，再放入滾油穌炸，炸好後可用吸油紙吸去多餘的油份。沙律海鮮卷可配上沙律醬、塔塔醬等食用。